# Speedskiing för damer vid olympiska vinterspelen 1992
Speedskiing var en demonstrationssport vid olympiska vinterspelen 1992, vilket betyder att det inte delades ut några medaljer. Damernas tävling hölls i Aiguille Rouge, starten låg 2710 m ö.h. och målgången låg 2145 m ö.h. Tävlingen gick ut på att få upp en så hög hastighet som möjligt under loppet. 

## Resultat
| Placering | Idrottare                       | Hastighet (km/h) |
| --------- | ------------------------------- | ---------------- |
| 1         | Tarja Mulari (FIN)              | 219,245 WR       |
| 2         | Liss Pettersen (NOR)            | 212,892          |
| 3         | Renata Kolarova (SUI)           | 210,526          |
| 4         | Anna Morin (SWE)                | 209,790          |
| 5         | Melissa Dimino-Simons (USA)     | 203,620          |
| 6         | Lark Frolek (CAN)               | 195,865          |
| 7         | Francoise Beguin (FRA)          | 195,972          |
| 8         | Jacqueline Blanc (FRA)          | 199,115          |
| 9         | Lisa Powell (NZL)               | 193,966          |
| 10        | Kirsten Culver (USA)            | 193,548          |
| 11        | Pia Ruuskanen (FIN)             | 193,444          |
| 12        | Marie-Noel Lappert-Esiter (SUI) | 193,029          |
| 13        | Camilla Hackman-Uski (FIN)      | 192,719          |
| 14        | Amy Guras (USA)                 | 192,616          |
| 15        | Valerie Gomez (SUI)             | 190,779          |
| 16        | Sarah Bonfanti (FRA)            | 189,374          |
| 17        | Donnah Corminboeuf (GBR)        | 188,186          |
| 18        | Richelle Reichsfeld (USA)       | 187,500          |
| 19        | Divina Galica (GBR)             | 182,927          |
| 20        | Mary McCann (CAN)               | 182,094          |